# Escut d'Etiòpia
L'escut de la República Democràtica Federal d'Etiòpia, més aviat un emblema que no un escut heràldic, fou adoptat el 1996. Es tracta d'un cercle de color blau amb un pentacle –una estrella de cinc puntes– d'or del qual surten cinc raigs també d'or. L'emblema estatal figura també al centre de la bandera.
El pentacle és un símbol d'unitat i d'igualtat entre els homes i les dones i entre tots els grups ètnics i religiosos de l'Estat. Els raigs entre les puntes reflecteixen el futur brillant d'Etiòpia i el color blau simbolitza l'anhel de pau i democràcia.
És un símbol de concepció moderna, allunyat de la tradició dels emblemes etíops anteriors, tant dels immediatament previs, de tall socialista, com dels de l'època imperial, que sempre havien mantingut el senyal del lleó.

## Escuts utilitzats anteriorment

Senyal tradicional del lleó de Judà
Escut de l'Imperi d'Etiòpia (fins a 1974)
Escut del Derg, Govern Provisional Militar de l'Etiòpia Socialista (1974-1987)
Escut de la República Democràtica Popular d'Etiòpia (1987-1991)
Escut del Govern de Transició d'Etiòpia (1991-1995)